# حروب بيوس
حرب بيوس (أو حروب بيوس) تعود إلى النقاشات حول تراث البابا بيوس الثاني عشر وأفعالهُ خلال الهولوكوست. صيغت العبارة لأول مرة في عام 2004 في كتاب يحمل الاسم نفسه.

## الحرب العالمية الثانية
توج بيوس الثاني عشر بابا الكنيسة الرومانية الكاثوليكية في 2 مارس 1939، وهكذا كان زعيم الكنيسة ومدينة الفاتيكان، الدولة محايدة، خلال الحرب العالمية الثانية. وخلال فترة حكم بيوس، ولعدة سنوات بعد وفاته عام 1958 أشاد به القادة السياسيون والمدنيون والصحافة.

## الستينيات من القرن العشرين
في عام 1963 عرضت مسرحية بعنوان النائب التي صورت بيوس الثاني عشر كمساعد متملق لهتلر، جرى إنتاجه على المسرح الألماني. بدأ هذا الحدث أول مناقشة عامة جادة لسجل بيوس. تتضمن كتب ومقالات « حروب بيوس » المنشورة خلال الستينيات:
النائب: مسرحية مأساة مسيحية، كان العنوان الأصلي (دير ستيلفرترتر. عين كريستليش تراورسبيل) أشارت إلى بدايات حروب بيوس. عُرضت لأول مرة في ألمانيا عام 1963، لكن جرت ترجمتها لاحقاً إلى عدة لغات وعُرضت في العديد من البلدان، فحظت برعاية كبيرة. وقد نشر مؤلفها رولف هوشوث كتابًا يستند إلى المسرحية، يُزعم أنه يقدم دليلًا على دقة تصويره للبابا. كذالك تلقى الجدل الذي أثارته المسرحية اهتمامًا كبيرًا لعدة سنوات لكنه أصبح صامتًا لبعض الوقت بعد أن نشر هوشوث مسرحية ثانية، كما قام الجنود بتشويه سمعة ونستون تشرشل، الأمر الذي أدين بشدة. حاول الصحفي الكاثوليكي الأيرلندي ديزموند فيشر دحض اتهامات هوشوث  في البابا بيوس الثاني عشر واليهود: إجابة على مسرحية هوكوث، دير ستيلفرترتر، وهو كتيب نُشر أيضًا في عام 1963، عندما عُرضت المسرحية لأول مرة.
نشر الأستاذ الأمريكي للعلوم السياسية غونتر ليوي  كتاب « الكنيسة الكاثوليكية وألمانيا النازية » في عام 1964، بعد فترة وجيزة من عرض مسرحية « النائب » لكنه قال في مقدمته إن البحث عن الكتاب بدأ في عام 1960. واعتمد ليوي بشكل أساسي على « كميات كبيرة من وثائق الدولة والحزب الألمانية وفتح بعض أرشيفات الكنيسة » ورأى أن رد الفعل العنيف في كثير من الأحيان على مسرحية هوشوث كان بسبب أنها لمست (عصبًا خامًا) ويقول إن العلاقة بين الكنيسة الكاثوليكية وألمانيا النازية هي (موضوع ظل محجوبًا لسنوات عديدة بسبب ما يمكن تسميته على نحو مبرر بأسطورة واسعة النطاق). استخدم ليوي أرشيفات الحزب النازي والدولة الألمانية والأبرشية الكاثوليكية الألمانية التي استولى عليها الحلفاء لإعادة بناء العلاقات النازية بالفاتيكان قبل وأثناء الحرب العالمية الثانية. في عام 1965 حاول كارلو فالكوني دعم أطروحة هوشوث بطريقة علمية أكثر  (نُشر صمت بيوس الثاني عشر  الترجمة الإنجليزية عام 1970). في عام 1967 نشر فالكوني كتاب باباوات القرن العشرين والذي انتقد فيه مرة أخرى بيوس (لفشله ُفي التحدث)بيوس الثاني عشر كان أيضًا مذنباً بالصمت غير المقبول بشأن الملايين من الضحايا المدنيين للنازية  اليهود والبولنديين والصرب والروس والغجر وغيرهم.
وفي عام 1966 استخدم المؤرخ الإسرائيلي شاول فريدلندر الوثائق الأولية لدعم أطروحة هوشوث في بيوس الثاني عشر والرايخ الثالث وثق  نُشر الكتاب لأول مرة في عام 1964 في باريس تحت عنوان ( وثائق رايك)
اقترح فريدلندر على الفاتيكان أن يفتح أرشيفه القياسي وفي عام 1964، البابا بولس السادس كلف مجموعة من العلماء المسيحيين بتحرير ونشر سجلات الفاتيكان. نُشرت هذه في أحد عشر مجلداً بين عامي 1965 و 1981.
في ثلاثة باباوات و يهود دافع الصفحي الإسرائيلي عضو ديلاسيم السابق بيناش لابيد عام 1967 ميلاديا عن بيوس الثاني عشر، مدعيا أن البابا من خلال التسلسل الهزمي الكاثوليكي كان مسؤولاً عن إنقاذ مابين 700.000 إلى 870.000 يهودي. « في الموت في روما » وهو أول كتبهُ عن سجل بيوس الثاني عشر فيما يتعلق بالسكان اليهود في روما، أتهم روبرت كاتز في عام 1967 البابا بأنه كان لديه معرفة مسبقة بمذبحة كهوف أردياتين.
في السبت الأسود: رحلة عبر جريمة ضد الإنسانية في كتابه الثاني عن بيوس الثاني عشر  إتهامهُ كاتز بالفشل في حماية يهود روما، وبأنه لم يفعل شيئًا لمنع ترحيل اليهود من الحي اليهودي الروماني.
وفي عام 1969 دافع أستاذ التاريخ في جامعة لوسيرن فيكتور كونزميوس، عن سجل بيوس الثاني عشر في بيوس الثاني عشر والنازية الألمانية في منظور تاريخي (دراسات تاريخية هي أوراق تمت قراءتها من قبل المؤتمر الأيرلندي السابع للمؤرخين ) وفي العديد من الكتابات الأخرى كما ووصف الهجمات على بيوس بأنها (زائفة).

## السبعينيات والثمانينيات
دافع المؤرخ البريطاني أنتوني رودس عن كل من بيوس الحادي عشر وبيوس الثاني عشر في كتابه الصادر عام 1973 بعنوان الفاتيكان في عصر الدكتاتوريين 1922-1945، مؤكدًا أن الشاغل الأساسي للباباوات كان الرعي.
ووفقًا للصحفي ويليام دوينو جونيور بحلول أواخر الستينيات يبدو أن الهجوم على بيوس الثاني عشر قد تم صدهُ بسبب تشويه سمعة (مسرحية النائب)أحد الكتب القليلة التي ظهرت في الجيل التالي من المنح الدراسية كان جون مورليزز دبلوماسي للفاتيكان واليهود أثناء الهولوكوست 1939-1943.
{{المراجع}}
1. ↑  Bottum، Joseph؛ Dalin، David G. (2004). The Pius War. Lexington Books. ISBN:0739109065.
2. ↑  Editorial (25 ديسمبر 1941). "The Pope's Message". New York Times: 24.
3. ↑  Editorial (25 ديسمبر 1942). "The Pope's Verdict". New York Times: 16. مؤرشف من الأصل في 2023-01-01.
4. ↑  "World Jewish Congress Presents $20,000 to Vatican in Recognition of Rescue of Jews". Jewish Telegraphic Agency: 5. 12 أكتوبر 1945. مؤرشف من الأصل في 2023-01-01. اطلع عليه بتاريخ 2021-02-16.
5. ↑  "Ubi et Orbi". Time, the Weekly Newsmagazine. ج. LXII ع. 24: 70–82. 14 ديسمبر 1953.
6. ↑  "Israel Orchestra Plays for Pope Pius Xii in Historic Concert". Jewish Telegraphic Agency: 1. 27 مايو 1955. مؤرشف من الأصل في 2023-01-01. اطلع عليه بتاريخ 2021-02-16.
7. ↑  "Israel Government, U.S. Jewry Join in World Grief over Pope's Death". Jewish Telegraphic Agency: 4. 10 أكتوبر 1958. مؤرشف من الأصل في 2023-01-01. اطلع عليه بتاريخ 2021-02-16.
8. ↑  Paredes، Mark (31 يوليو 2010). "Pius XII: Saint or Sinner?". Jewish Journal. مؤرشف من الأصل في 2023-01-01. اطلع عليه بتاريخ 2021-02-17.
9. ↑  The Pius War. 2004. ص. 13.
10. ↑  Paredes، Mark (31 يوليو 2010). "Pius XII: Saint or Sinner?". Jewish Journal. مؤرشف من الأصل في 2023-01-01. اطلع عليه بتاريخ 2021-02-17."Serious criticism of Pius only began to be aired a generation after the war following the staging of the anti-Pius play “The Deputy” in 1963 (the playwright, Rolf Hochhuth, is a noted friend and defender of Holocaust denier David Irving)."
11. ↑  The Pius War. 2004. ص. 162–63.
12. ↑  Fisher، Desmond (1963). pope Pius XII and the Jews. Paulist Press.
13. ↑  Lewy، Guenter (1964). The Catholic Church and Nazi Germany (ط. 2000). Location 21: Da Capo Press.{{استشهاد بكتاب}}:  صيانة الاستشهاد: مكان (link)
14. ↑  The Catholic Church and Nazi Germany. Location 26.{{استشهاد بكتاب}}:  صيانة الاستشهاد: مكان (link)
15. ↑  The Pius War. 2004. ص. 163.
16. ↑  Falconi، Carlo (1967). The Popes of the Twentieth Century. ص. 257.
17. ↑  Demers، Frank (1967). ""Pius XII and the Third Reich" Review". Crosscurrents. ج. 17 ع. 2: 252–54. JSTOR:24457207. مؤرشف من الأصل في 2023-01-01.
18. ↑  Cornwell، John (1999). Hitler's Pope: The Secret History of Pius Xii. Penguin. ص. 376. ISBN:9780140296273.
19. ↑  Lapide، Pinchas (1967). Three Popes and the Jews. Hawthorne Books. ص. 214–15.
20. ↑  Katz، Robert (1967). Death in Rome. Macmillan.
21. ↑  "Book Accusing Pius Decried by Vatican". New York Times: 7. 25 يناير 1967.
22. ↑  Robert، Katz (1969). Black Sabbath: A Journey Through a Crime Against Humanity (ط. First). Macmillan.
23. ↑  Pius War. 2004. ص. 164.
24. ↑  Pius War. ص. 189.
25. 1 2  Pius War. ص. 208.
26. ↑  The Pius War. ص. 165.